# Lander Lasa
Lander Lasa Arruabarrena (Tolosa, 16 de enero de 1988) es un baloncestista español que actualmente milita en el San Sebastián Gipuzkoa Basket Club.

## Trayectoria
Lasa comenzó jugando en el Tolosako Adiskideok desde 2001 a 2005. Tras fichar por el Atlético San Sebastián junior, pasó a formar parte del Askatuak en la temporada 2006-07. En la siguiente jugó en el Club Baloncesto Atapuerca y la Universidad de Burgos y en la temporada 2008-09 se integró en las filas del Lan Mobel ISB, conjunto con el que ha conseguido ascender a la LEB Plata esta temporada. 
en verano del 1997 nació leandro
En verano de 2010 el Lagun Aro GBC anuncia la incorporación del escolta Lander Lasa, jugador del Lan Mobel Iraurgi SB, club convenido de liga EBA, para ayudar en los entrenamientos del equipo donostiarra. Tras la salida de Edgar San Epifanio, el técnico Pablo Laso decide incorporar al jugador tolosarra que desde ahora entrenará en el San Sebastián Arena 2016.

## Carrera
- 2008-10: Iraurgi Saski Baloia  España
- 2010-12: San Sebastián Gipuzkoa Basket Club  España
- 2012-14: Iraurgi Saski Baloia  España
- 2014: Oviedo Club Baloncesto  España
- 2015: TAKE Tolosa  España
- 2016- San Sebastián Gipuzkoa Basket Club